# Merry&Hell Go Round
Merry&Hell Go Round – drugi minialbum Olivii Lufkin, wydany 27 czerwca 2003 roku nakładem Avex Trax oraz Tower Records.

## Lista utworów
1. "SpiderSpins"
2. "Denial"
3. "Blind Unicorn"
4. "Cupid"
5. "Sugarbloodsuckers"